# 露木茂
露木 茂（つゆき しげる、1940年〈昭和15年〉12月6日 - ）は、日本のフリーアナウンサー。
元フジテレビのエグゼクティブアナウンサー。東京国際大学特命教授・客員教授。日本記者クラブ企画委員。
TBSスパークル（旧キャスト・プラス）所属。妻は早稲田大学時代の同級生で同じ放送研究会に所属していた元NETテレビ（現在：テレビ朝日）アナウンサーの軽部和子。

## 来歴
東京府東京市麹町区（現在：東京都千代田区）出身。千代田区立麹町小学校、千代田区立麹町中学校、早稲田大学高等学院（早大学院）を経て早稲田大学政治経済学部経済学科に入学。両親は、早大学院と並行して受験していた東京都立九段高等学校への進学を勧めており、入学金も支払っていたが、最終的には露木本人の意志で早大学院に進学している。
高校・大学時代はボート部、大学途中でアナウンス研究会に所属（当時の会友には大沢悠里、鈴木史朗、枇杷阪明、石川顕らがいた）する。6大学コンサートなどを通じて他の大学のアナウンス研究会員とも交流を持ち、特に徳光和夫・森本毅郎は数十年来の友人となった。
大学卒業後の1963年、アナウンサーとしてフジテレビに入社。同期入社のアナウンサーに岩佐徹、能村庸一らがいる。1970年には『小川宏ショー』での司会ぶりが評価され、第7回放送批評家賞（ギャラクシー賞）を受賞する。
『小川宏ショー』終了後は、昼の報道番組でキャスターを通算9年、夕方の報道番組でキャスターを5年、早朝・深夜の報道番組を1年ずつ務め、あさま山荘事件や日本航空123便墜落事故、中華航空140便墜落事故などが発生した際に、フジテレビの報道特別番組を担当した。この報道特別番組での功績が認められ、日本新聞協会賞を受賞する。
その傍ら、1978年から18回の長きに渡り『FNS歌謡祭』の総合司会を担当するなど、バラエティの分野でも活動した。その後はアナウンス部副部長、アナウンス部専任部長、編成局専任局次長、編成局専任局長、役員待遇メディア事業本部専任局長、役員待遇解説委員・エグゼクティブアナウンサーを歴任した。先輩の山田祐嗣が退職した1989年からは、フジテレビにおける最年長・最古参のアナウンサーだった。
フジテレビ在籍中には文化放送『露木茂のHOTほっと土曜ワイド』のパーソナリティを担当し、『小川宏ショー』で共演していた小川宏とともにテレビ朝日『徹子の部屋』（1976年5月5日）に出演したこともある。『徹子の部屋』に他局の現職アナウンサーが出演した唯一のケースである。また、『ニュースレポート11:30』で共演していた部下の小出美奈と共にTBS『クイズダービー』（1986年11月15日）にもギャンブラーで出演したこともある。
2002年に役員定年（契約満了）を迎えフジテレビを退職してフリーに転身し、4月から1年間、露木にとって初の他局レギュラー出演となるTBSテレビ『おはよう!グッデイ』の総合司会を務めた。
フジテレビ在籍中から日本大学芸術学部講師として「アナウンス実習」を担当し、その他にも日本大学文理学部講師（「情報社会論」担当）などの教職も務めた。フジテレビ退職後も、2002年4月から2011年3月まで東京国際大学国際関係学部の教授を務めたほか、2003年4月から2011年3月までは早稲田大学客員教授としてマスコミュニケーション論を担当した。
現在はフリーの司会業や講演活動に加え、東京国際大学特命教授を務めるほか、日本記者クラブ企画委員として日本記者クラブ主催討論会の司会も務めている。

## 人物・エピソード
- 学生時代には学生バンドの司会、東京中日新聞の電話ニュースアナウンサーのアルバイトを経験する。特に学生バンドの司会は単価が高く、親の仕送りが不要になるどころか、学費すら賄えるほどの収入を得た。フジテレビの初任給は学生バイトの報酬より少なくがっかりしたと述懐している[8]。在学中、直接の面識はなかったが、早稲田大学の後輩であるタモリは学生バンド司会経験者という共通点があり、タモリは露木を見かけるたび「先輩」と声をかけてきたという[9]。
- フジテレビの前に日本麦酒（後のサッポロビール）の内定を得ていた。露木が担当していたニュース番組でドライ戦争に関する特集を組んだ際、ビール会社を志望した理由について「ただでビールが飲めるだろうから」と語っていたが、実際は電話ニュースアナウンサーの先輩に倣ったものだった[10]。
- フジテレビへの入社は4月1日ではなく3月1日となっている。当時のフジテレビはニッポン放送・文化放送の共同出資で設立されてから年月が浅く、自社アナウンサーが不足しており、新人でも即戦力として仕事をせよと言われたためで、早大の在学末期からアナウンサー研修を受けていた。また、入社1年目にはTBSからヘッドハンティングを受けたことがある[11]。
- 『鉄人28号』のオープニングで流れていた有名な台詞『てつじんにじゅうはちごう、ガオー』は露木の声であり、これがアナウンサーとしての初仕事であった。また、ナレーターや声優としての経験もある。
- 1969年にフジテレビの労働組合の執行委員となった際、当時の経営陣から執行委員を辞めるよう迫られ、拒否した結果、1970年3月31日の放送を最後にキャスターを担当していた『小川宏ショー』の降板を命ぜられた。しかし、番組終了直前にADから渡された「富士山上空で日航機がハイジャックされた」（日航機よど号ハイジャック事件）というニュース速報を見るや「ただいま日航機がハイジャックされたというニュースが入ってきました。今からその取材に行って参ります」と挨拶し、その日の放送を終了させた。これは露木の独断であったが、生放送中の発言のため撤回することもできず、上層部は彼にリポーターを任せざるを得なかった。翌日の放送からは現場リポートという形で出演を続け、事件の収束後、再びキャスターに返り咲いた。7月に任期満了で執行委員を退任したのと同時に、当時29歳という若さで報道局解説委員に任命されるが、この人事は前述の一件から経営陣より組合活動への参加を牽制する狙いがあったという[12]。
- 1972年に連合赤軍あさま山荘事件で犯人逮捕人質救出作戦が行われた2月28日、司会兼リポーターとして出演していた『小川宏ショー』がスタートした9:00から夕方の『FNNニュース』が放送終了時刻の18:45まで現場からリポートしていた。本人の話によると「次の番組を飛ばしたから頑張ってくれ」という指示が本社から出続けたため、食事はおろかトイレにも行けず「一体いつになったら終わるのだろう…」と不安に駆られたという。またこの時、犯人からの銃弾が至近距離に着弾した。
- 日本航空123便墜落事故の際には、通算10時間以上も『FNN報道特別番組』の司会を務めた。
  - 1985年8月13日の『ニュースレポート11:30』の放送開始直前、中継スタッフ[注 5] から生存者発見の一報が入ってきた。それを受けて露木はこの生存者発見のニュースを伝え、映像だけを見ながら原稿なしのアドリブで番組をこなした（原稿は「乗客乗務員全員死亡」という内容だったのだが、生存者発見の報に原稿を差し替える時間がなかったため、その原稿をゴミ箱に捨ててニュースに臨んだ）。この報道が認められ、日本新聞協会賞を受賞することとなった[13]。
  - このニュースの音源は2005年8月21日放送のテレビ東京『上を向いて歩こう・坂本九物語』の台詞として使われ、2005年8月12日にフジテレビで放送された、日本航空123便墜落事故関連の再現ドラマ内で、当時の映像に露木本人が速報と報道特番で登場した姿がある。
  - またこの時、夏休みで大阪の実家へ帰省する予定だった逸見政孝も家族揃って123便への搭乗を検討したものの直前で東海道新幹線利用に切り替え九死に一生を得た[注 6]。逸見は東京に戻って報道特番に出演することも考えたものの「いいとこ取りになる」と考え実家に残って露木の出演した報道特番を視聴することにした。後に逸見は著書の中で、露木のキャスターぶりを絶賛している。
- 1986年11月25日の『おはよう!ナイスデイ』の放送中に、有楽町で3億円の強奪事件が発生し、露木は報道センターから速報を伝えることになった。司会の桑原征平[注 7]・山田美也子が「フジテレビの報道デスクさん、新しい情報入って来ましたでしょうか?」と呼びかけて映像が切り替わると、飛び込んできたのは、スタッフと談笑し大爆笑中の露木の姿だった。すかさずスタジオに映像が戻り、桑原は苦笑しながら「露木さん、今非常に笑っておりますが、ちょっとこの連絡が、失礼いたしました、連絡がつかなかったようなんですけれど、えー、露木さん、本番前にちょっとリラックスされてたんでしょうかねぇ。失礼いたしました」と苦し紛れの弁明をし、桑原が「露木さん!」と再度呼びかけ再び報道デスクに映像が切り替わると、数秒前とは180度変わった大真面目な顔をし、「突然来たものですから」と弁解してニュースを伝えた[13]。
- 多くのフジテレビの看板番組で司会を務めた芳村真理とは、1966年に芳村が『小川宏ショー』のアシスタントとして抜擢されて以降、何かと同局の大型番組でコンビを組むことが多く、私的にも親しい間柄とされている。特に年末の『FNS歌謡祭』では1978年から関口宏に代わる男性司会者として抜擢されて以来、9年連続でコンビを組み、同番組の黄金期を共に支えた。
  - また、芳村が司会を務めていた『夜のヒットスタジオ』へは、男性の代理司会として2回（1986年2月5日・1990年6月13日）、番組終了後の1990年12月26日の『夜のヒットスタジオ大感謝祭スペシャル』の司会も務めた。
- アナウンス部長時代には中井美穂、有賀さつき、河野景子、八木亜希子、木幡美子、佐藤里佳、田代尚子、大坪千夏、松井みどり、近藤サト、中村江里子、小島奈津子、西山喜久恵など後に活躍する「女子アナブーム」の主役たちの採用を決めた責任者だった。また仕事柄で芸能関係者と交流がある彼は、新人女性アナウンサーがデビューする頃、タモリや笑福亭鶴瓶などの芸能関係者に「もうすぐ新人が世話になるからよろしくね」と毎年挨拶していた。1988年頃から新人アナウンサーの教育係を担当した。
- 『スーパータイム』の最終回で、自局のドラマプロデューサー・塩澤浩二が逮捕されたニュースの際、「『スーパータイム』最後の日に、私共身内の大馬鹿者のニュースをお伝えしなくてはならないというのは大変情けない」と、自局の不祥事ながらもバッサリと斬り捨てた。
- アナウンサー時代には事件の立てこもり犯を説得したことがあると、2017年にゲスト出演した『爆笑問題の日曜サンデー』で証言した[14]。
- 1998年4月から1年間、早稲田大学の大学院に通い、メディアと社会の関係についての講義を受講した。
- 定年目前の1999年11月、同局の公金を横領したとの疑惑が浮上。政界への工作資金と報道され、当時司会を務めていた『報道2001』を降板し、前任者の黒岩祐治と交代したが、2002年3月までの間は役員待遇のため定年延長となりフジテレビに在籍した。2007年11月、ドラマ『SP』に元総理大臣役で古巣のフジテレビの番組に4年7か月ぶりに出演した。2008年には8月に『カスペ!フジテレビアナウンサー全員集合!超真剣女子アナvs男子アナ完全決着〜アナ☆ログSP〜』にVTRで出演し、11月にも『ウチくる!?』に出演している。
- 元木昌彦の主張によると、2000年代初め、マスコミを志望する法政大学の編集学という科目にて「フジテレビはブスは採りません」と発言したという[15]。
- フジテレビ退社後、初のレギュラー出演番組となった『おはよう!グッデイ』を担当にするにあたり、”グッディ”の正しい発音を確認するために、ニューヨーク在住の知人に国際電話をかけて確認している。

## 過去の担当番組
報道・情報番組の出演経歴（フリー転身後も含めて）
| 期間                                | 期間                               | 番組名                         | 役職                       | 担当日     | 備考                                                             |
| ----------------------------------- | ---------------------------------- | ------------------------------ | -------------------------- | ---------- | ---------------------------------------------------------------- |
| 1965年5月3日                        | 1966年11月26日                     | 小川宏ショー                   | 司会                       | 月～土曜日 |                                                                  |
| 1966年11月28日 および 1975年10月6日 | 1970年3月31日 および 1981年3月31日 | 小川宏ショー                   | 司会                       | 平日       | 『ハイ!土曜日です』開始に伴い、放送曜日を月～金曜日の週5日に縮小 |
| 1981年4月1日                        | 1982年3月31日                      | サンケイテレニュースFNN        | キャスター                 | 平日（昼） |                                                                  |
| 1982年4月1日                        | 1987年3月27日                      | 10時台の情報番組               | ニュースコーナーキャスター | 平日       | 番組名の詳細は各番組のページを参照                               |
| 1982年4月1日                        | 1987年3月31日                      | ニュースレポート11:30          | キャスター                 | 平日       |                                                                  |
| 1986年4月5日                        | 1987年3月29日                      | 日曜TOP情報                    | 司会                       | 日曜日     |                                                                  |
| 1987年4月1日                        | 1987年9月30日                      | ニュース工場                   | キャスター                 | 平日       |                                                                  |
| 1987年10月1日                       | 1988年3月31日                      | DATE LINE                      | キャスター                 | 平日       |                                                                  |
| 1988年4月4日                        | 1991年3月28日                      | 10時台の情報番組               | ニュースコーナーキャスター | 月～木曜日 | 番組名の詳細は各番組のページを参照                               |
| 1988年4月4日                        | 1991年3月28日                      | FNNスピーク                    | キャスター                 | 月～木曜日 |                                                                  |
| 1988年4月10日                       | 1988年9月11日                      | ニュースバスターズ             | MC                         | 日曜日     |                                                                  |
| 1991年4月8日                        | 1992年3月27日                      | おめざめ天気予報               | ニュースコーナーキャスター | 平日       |                                                                  |
| 1991年4月8日                        | 1992年3月31日                      | FNN World Uplink               | 司会                       | 平日       |                                                                  |
| 1992年3月30日                       | 1992年3月31日                      | ニュース&ウェザー              | ニュースコーナーキャスター | 月・火曜日 | 『モーニングLIVE』開始に伴うつなぎ番組として放送                 |
| 1992年4月1日                        | 1997年3月28日                      | スーパータイム                 | キャスター                 | 平日       | 番組就任前は、逸見政孝の代役を担当                               |
| 1995年10月2日                       | 1997年3月28日                      | ビッグトゥデイ                 | ニュースコーナーキャスター | 平日       |                                                                  |
| 1997年4月6日                        | 1999年11月14日                     | 報道2001                       | 司会                       | 日曜日     |                                                                  |
| 2002年4月1日                        | 2003年3月28日                      | おはよう!グッデイ（TBS）       | 司会                       | 平日       | フリー転身後最初の出演番組                                       |
| 2014年3月31日                       | 2016年3月31日                      | 報道ライブ21 INsideOUT（BS11） | 司会                       | 月～木曜日 |                                                                  |

バラエティ・特別番組の出演経歴（フリー転身後も含めて）
テレビ
- 鉄人28号（オープニングのセリフ）
- オリンピックへの道
- 世界の窓
- ○曜ナイター：実況アナのアシスタント
- スター千一夜
- 紅白スタージェスチャー（1969年4月 - 7月）※本人にとって初のバラエティ番組。
- モーレツ欲張りゲーム（1969年7月 - 11月）
- 夕やけニャンニャン（1985年8月・1986年8月）：報道センターからのニュースコーナー（逸見政孝の代理）
- スーパータイムスペシャル：総合司会
- スターどっきり秘報告
- 志村けんのだいじょうぶだぁ：ナレーション
- FNS番組対抗NG名珍場面大賞：編成局専任局長の肩書きで出演。
- 世界ゴッタ煮偉人伝（2000年4月 - 9月）
- 笑っていいとも!増刊号（1984年12月2日・1990年4月8日・1999年8月29日）
- FNS歌謡祭（毎年12月放送、1978年 - 1995年） ※18年連続総合司会
- FNS27時間テレビ（FNSスーパースペシャル1億人のテレビ夢列島・27時間テレビ、1987年 - 1991年、1994年 - 2000年） 
  - 新人アナ披露の立会人として長らく出演。一部年では進行役としても出演。
- フジテレビ30年史（1988年3月31日）：楠田枝里子・明石家さんまと司会
- ザッツお台場エンターテイメント! 『第1夜・歌番組の38年』（1997年3月31日）：司会
- あっぱれさんま大先生スペシャル（1995年9月21日）：『あっぱれスーパータイム』コーナー
- オレたちひょうきん族（1986年4月頃より不定期）：『ひょうきん私の秘密』進行役
- ハイスクール!奇面組 第50話（1986年）：キャスター 役（声の出演）
- アナウンサーぷっつん物語（1987年）：本人役
- サザエさんスペシャル（1994年10月16日）：声の出演
- こちら葛飾区亀有公園前派出所スペシャル『大ハード!両津勘吉は2度死ぬ』（1998年7月5日）：本人役（声の出演）
- NONTV（TBS）：不定期
- 流星倶楽部 第47話・第48話『老星は死せず』（弘兼憲史原作「黄昏流星群」より）（朝日放送・文化放送）：主人公・月岡貞一 役
- SP（エス・ピー） 第2話・第3話・第4話『元内閣総理大臣を警護せよ』：元総理大臣・加藤純三 役
- オジサンズ11（日本テレビ、2007年10月 - 2008年9月）[16]
- 今すぐ使える豆知識 クイズ雑学王（テレビ朝日）：不定期ゲスト
- 露木茂の「ニュース映画で見る昭和」（ヒストリーチャンネル、2008年 - 2009年）
- ボクらの時代（2009年3月29日）※早稲田大学の先輩・鈴木史朗、山本文郎と共演[16]。
- 露木茂のアロハスピリッツ（JCOM）
- おわこんTV（NHK BSプレミアム、2014年7月 - 8月）：オープニングナレーション ※文化庁芸術祭参加作品[17]
- アナテレビ（NHK総合、2023年5月3日）：特別ゲスト

ラジオ
- 露木茂のHOTほっと土曜ワイド（文化放送、1999年1月9日 - 12月18日）

## 映画
- 人間の証明（1977年）：ナレーター
- 子猫物語：ナレーション
- THE DOG OF FLANDERS フランダースの犬（1997年）：アイク 役
- バブルへGO!! タイムマシンはドラム式（2007年）：本人役
- クライマーズ・ハイ（2008年）：劇中テレビ画面に映る首相中曽根康弘の靖国神社公式参拝ニュースでのナレーション

## テレビドラマ
- SP 警視庁警備部警護課第四係 第2話 - 第4話（2007年11月10日 - 11月24日）：加藤純三・元内閣総理大臣 役

## テレビCM
- タヒボジャパン
- ソフトバンクモバイル「ホワイトプラン」：ナレーション

## 著書
- 『プロが教える結婚スピーチ 5つの"R"であなたのスピーチをリフレッシュ』永岡書店、1984年1月。ISBN 978-4522060186。
- 『露木茂の話の輪は和―説得のテクニック』有斐閣、1985年3月。ISBN 978-4641068162。
- 『露木茂がおハナシします』扶桑社文庫、1994年4月。ISBN 978-4594013998。
- 『背広を脱いで アナウンサーは楽しすぎる』主婦と生活社、1995年8月。ISBN 978-4391117899。
- 『メディアの社会学』いなほ書房、2000年8月。ISBN 978-4434004964。

### 共著
- 露木茂・仲川秀樹『情報社会をみる』学文社、2000年3月。ISBN 978-4762009150。
- 露木茂・仲川秀樹『マス・コミュニケーション論 マス・メディアの総合的視点』学文社、2004年9月。ISBN 978-4762013416。